# Incoronazione di Bokassa I
L'incoronazione di Bokassa I come imperatore dell'Africa Centrale ebbe luogo il 4 dicembre 1977 in uno stadio sportivo di Bangui, la capitale dell'Impero Centrafricano. Fu l'unica incoronazione nella storia dell'Impero - uno Stato a regime monopartitico a carattere monarchico - che fu fondato nel 1976 da Jean-Bédel Bokassa, dittatore militare e presidente a vita della Repubblica Centrafricana.
L'incoronazione - che era quasi una copia esatta dell'incoronazione di Napoleone come imperatore dei francesi nel 1804 - e gli eventi correlati furono caratterizzati da un grande lusso. Nonostante il sostanziale sostegno materiale dalla Francia, le spese ammontarono a oltre 20 milioni di dollari (90 milioni di dollari oggi) e causarono gravi danni allo Stato, provocando un enorme scalpore in Africa e in tutto il mondo. Dopo l'incoronazione, Bokassa rimase al potere per meno di due anni. Nel settembre del 1979, in sua assenza, ebbe luogo l'operazione Caban, un'operazione militare senza spargimento di sangue che venne lanciata dalla Francia nel settembre del 1979 con lo scopo di reintegrare l'ex presidente in esilio, David Dacko. Di conseguenza, la monarchia fu abolita e il paese tornò ad essere una repubblica.

## Antefatti

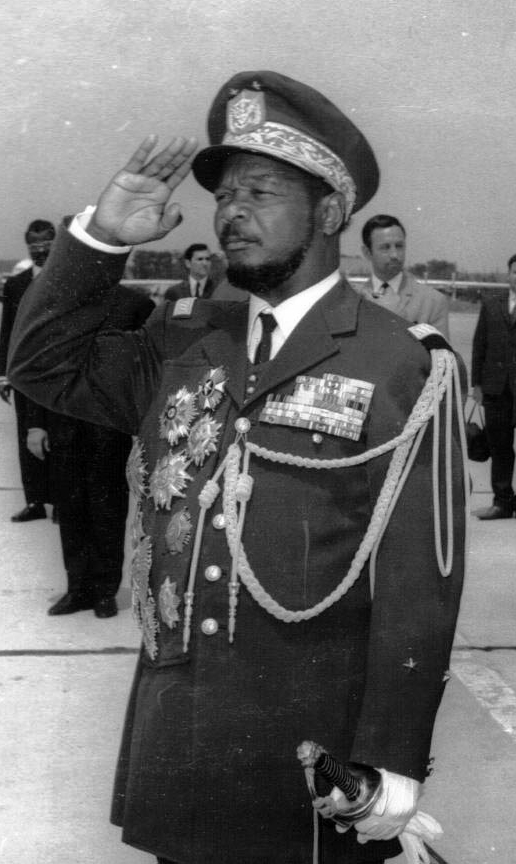
Jean-Bedel Bokassa nel 1970.

Nella primavera del 1976, durante una visita del presidente della Repubblica francese Valéry Giscard d'Estaing, Bokassa gli parlò dei suoi piani per proclamare la Repubblica Centrafricana un impero e celebrare l'occasione.
Secondo Bokassa, la creazione di una monarchia avrebbe aiutato l'Africa centrale a migliorare la sua posizione nei confronti del resto del continente e ad aumentare la sua autorità sulla scena internazionale. Il leader francese propose di tenere una modesta cerimonia di incoronazione nel tradizionale stile africano, evitando costi elevati perché la Repubblica Centrafricana era uno dei paesi più poveri dell'Africa e una cerimonia opulenta avrebbe potuto avere conseguenze economiche e sociali negative.
Bokassa chiese insistentemente a Giscard l'assistenza della Francia nell'organizzazione dell'evento. Il presidente francese fu costretto ad accettare per diversi motivi: in primo luogo, un rifiuto avrebbe potuto mettere a repentaglio la continuazione del proficuo ruolo francese nell'industria mineraria del paese - principalmente dedita all'estrazione di uranio e diamanti - e in secondo luogo, la Francia era interessata a mantenere la sua influenza sul paese, che, insieme al Gabon e allo Zaire, faceva parte del triangolo su cui poggiava la politica francese nella regione. L'ansia da parte della Francia si intensificò dopo che Bokassa tentò di avvicinarsi al leader libico Muʿammar Gheddafi che aveva relazioni tese con la Francia e il Ciad filo-francese a causa di una disputa territoriale riguardo alla Striscia di Aozou. Ciò costrinse Giscard a promettere assistenza materiale al presidente centrafricano in cambio della rottura dei rapporti con Gheddafi.
Il 4 dicembre 1976, in occasione del congresso straordinario del Movimento per l'Evoluzione Sociale dell'Africa Nera, il partito unico al potere, Bokassa annunciò la ridenominazione della Repubblica Centrafricana in Impero Centrafricano e si proclamò Imperatore. Al congresso fu adottata una Costituzione precostituita, secondo la quale l'imperatore era il capo del potere esecutivo, la monarchia fu dichiarata ereditaria e il potere si sarebbe trasferito in linea maschile nel caso in cui l'imperatore stesso non avesse nominato un futuro successore. Il suo titolo completo era "Imperatore dell'Africa centrale per volontà del popolo centrafricano, unito all'interno del partito politico nazionale, il MESAN". Poco dopo la proclamazione dell'impero, Bokassa, che aveva adottato l'Islam e cambiato il suo nome in Salah Eddine Ahmed Bokassa durante una visita del settembre di Gheddafi del 1976, riabbracciò il cattolicesimo.
Il primo leader mondiale a congratularsi con Bokassa per il titolo imperiale fu Giscard, che per diversi anni mantenne relazioni amichevoli con Bokassa. Nel 1975, il capo di Stato francese si definiva amico e familiare del presidente centrafricano. Inoltre, Giscard visitò più volte la Repubblica Centrafricana per andare a caccia nelle proprietà private di Bokassa, da dove lui e i suoi fratelli portarono zanne di elefante, teste di leone impagliate e diamanti regalati loro dallo stesso Bokassa. Questo divenne noto al pubblico solo in seguito. Il futuro dittatore della Repubblica Centrafricana conosceva bene il primo presidente della Quinta Repubblica francese, Charles de Gaulle, che lo considerava suo alleato in armi. Dopo la morte di de Gaulle, lo stesso Bokassa disse: "Ho perso il mio padre biologico da bambino, e ora mi sono rivolto al mio vero padre, il generale de Gaulle".

## Preparativi
Bokassa progettò di tenere la sua incoronazione il 4 dicembre 1977, esattamente un anno dopo la proclamazione dell'Impero Centrafricano, sull'esempio di Napoleone che fu incoronato il 2 dicembre 1804 a nella cattedrale di Notre-Dame a Parigi. Egli considerava l'imperatore dei francesi il suo idolo. Oltre allo stesso Bokassa, durante la cerimonia sarebbe stata incoronata la sua "sposa numero uno" Catherine Denguiadé. Il loro figlio, Jean-Bédel Bokassa Jr., uno degli oltre 40 figli di Bokassa, fu proclamato principe ereditario ed erede al trono imperiale. Di conseguenza, continua ad essere il capo della Casa di Bokassa e il pretendente formale al trono imperiale fino ai giorni nostri. Altri parenti stretti dell'imperatore ricevettero titoli di principi e principesse.
In preparazione all'incoronazione, furono formati diversi comitati speciali, ciascuno dei quali responsabile di una specifica area di preparazione. Pertanto, la commissione responsabile per l'alloggio fu incaricata di trovare un alloggio adatto per 2500 ospiti stranieri. A tal fine, dopo aver ricevuto il permesso da Bokassa, i membri del comitato iniziarono a requisire appartamenti, case e alberghi agli abitanti di Bangui per il periodo delle celebrazioni e ripararono le stanze destinate agli ospiti. Compito di un altro comitato era quello di cambiare completamente l'aspetto della capitale, soprattutto quelle aree che dovevano essere utilizzate durante l'incoronazione. Sotto la sua guida ebbero luogo la pulizia delle strade, la verniciatura degli edifici, nonché la rimozione di mendicanti e vagabondi urbani al di fuori delle aree centrali di Bangui.
Le imprese tessili dell'Impero Centrafricano erano impegnate nella cucitura di centinaia di costumi cerimoniali per i residenti locali, che sarebbero diventati ospiti della cerimonia. Le autorità stabilirono un certo codice di abbigliamento: ai bambini venne ordinato di indossare abiti bianchi, ai funzionari di medio livello blu scuro e ai funzionari e ministri di alto rango neri.
Durante i preparativi nella capitale per l'evento, Bokassa cercò contatti con artisti stranieri e li invitò a Bangui per perpetuare il suo nome nelle loro opere. L'artista della Germania Ovest Hans Linus Murnau dipinse due grandi ritratti dell'imperatore. In uno, Bokassa era raffigurato a capo scoperto e nell'altro con una corona. L'ultimo ritratto venne successivamente utilizzato in un francobollo commemorativo dedicato all'incoronazione. Inoltre, in Francia furono scritte la Marcia Imperiale e il Valzer Imperiale, così come l'ode dell'incoronazione, che consisteva in 20 quartine.
Molti degli oggetti utilizzati nell'incoronazione furono realizzati da maestri d'arte francesi. Già nel novembre del 1976, il rappresentante dell'Ambasciata dell'Africa Centrale in Francia informò in via confidenziale lo scultore Olivier Brice che il presidente Bokassa avrebbe voluto coinvolgerlo nei lavori per la decorazione della cattedrale di Notre-Dame a Bangui. Inoltre, Brice venne incaricato di sviluppare i progetti del trono imperiale e della carrozza.
Bokassa ordinò un grande anello di diamanti all'imprenditore e agente politico americano Albert Jolis che accettò l'ordine ma non aveva i fondi per acquistare una pietra abbastanza grande. Jolis fece lavorare un diamante nero di bassa qualità, finemente cristallino, simile ai contorni dell'Africa sulla mappa, e lo inserì in un grande anello. Il posto del diamante nero che corrispondeva grosso modo alla posizione dell'Impero centrafricano in Africa, era decorato con un diamante incolore. L'oggetto, il cui valore non superava i 500 dollari, fu presentato a Bokassa come un diamante unico del valore di oltre 500 000 dollari. Dopo la sua caduta, Bokassa portò in esilio la pietra e Jolis, cinicamente, gli sconsigliò di venderlo per evitare di venire scoperto.
Il Trono Imperiale, realizzato in bronzo dorato, era concepito come un'aquila seduta con le ali spiegate. La sua altezza era di tre metri e mezzo per quattro metri e mezzo e pesava circa due tonnellate. Per la fabbricazione del trono, Brice costruì un'officina speciale vicino alla sua casa a Gisors, in Normandia, dove erano impiegati circa 300 operai. Il sedile del trono, che era di velluto rosso e occupava la cavità nel ventre dell'aquila dorata, fu realizzato dal drappiere locale Michel Cousin. In totale, il costo del trono fu di circa 2 500 000 dollari. Per la carrozza, nella quale Bokassa doveva passare per le strade di Bangui il giorno dell'incoronazione, lo scultore Brice acquistò un vecchio mezzo a Nizza, lo restaurò, lo ricoprì di velluto all'interno, lo decorò parzialmente d'oro e vi aggiunse degli stemmi all'esterno. Otto cavalli bianchi, che dovevano essere attaccati alla carrozza dell'imperatore, furono acquistati in Belgio. Inoltre, furono acquistate diverse decine di cavalli grigi normanni per la scorta dell'imperatore, i cui membri trascorsero l'intera estate del 1977 a Lisieux per seguire speciali corsi di equitazione.
Anche la maggior parte dei costumi fu realizzata in Francia. La società francese Guiselin, che un tempo svolgeva un lavoro simile sotto Napoleone, iniziò la creazione di un abito per l'incoronazione dell'imperatore, in associazione con Pierre Cardin. L'abbigliamento imperiale consisteva in una lunga toga che arrivava fino al pavimento ed era decorata con migliaia di minuscole perle, scarpe, anch'esse decorate con perle, e un mantello di velluto cremisi di nove metri, decorato con emblemi dorati a forma di aquile e bordato di pelliccia di ermellino. Tutto questo insieme costò al tesoro centrafricano 145 000 dollari. Il costo di un abito realizzato da Lanvin per l'imperatrice Catherine e adornata con 935 000 glitter metallici arrivò a costare 72 400 dollari. Oltre all'abito, per l'imperatrice fu realizzato un mantello simile a quello del marito ma di dimensioni più modeste.
La corona imperiale è stata realizzata da Arthus Bertrand, un gioielliere di Saint-Germain-des-Prés. Il design della corona era tradizionale: aveva una struttura pesante appoggiata su una fascia di ermellino con un baldacchino cremisi. Sopra la fascia era posta una corona d'oro, nel mezzo della quale era posta la figura di un'aquila. Dalla corona si diramavano otto archi, che sorreggevano una sfera azzurra, simbolo della Terra, sulla quale erano evidenziati i contorni dell'Africa in colore dorato. Inoltre, l'intera corona era intarsiata di diamanti, il più grande dei quali, di 80 carati, era al centro della figura di un'aquila, nel punto più prominente. Il costo della corona fu stimato in non meno 2 500 000 dollari. Una corona a forma di ghirlanda, ornata da un diamante da 25 carati, fu destinata all'imperatrice. Inoltre, per l'incoronazione furono realizzati uno scettro imperiale, una spada e diversi gioielli. Il costo di tutto questo, comprese entrambe le corone, fu stimato in circa 5 000 000 dollari.
Più di 240 tonnellate di cibo e bevande che avrebbero dovuto essere servite al banchetto dopo l'incoronazione vennero consegnate al Paese anche da aerei provenienti dall'Europa. Una cantina a Bangui consegnò fino a 40 000 bottiglie, compresa la produzione delle fattorie Château Lafite Rothschild e Château Mouton Rothschild della vendemmia del 1971. Ogni bottiglia a quel tempo era stimata a circa 25 dollari. Oltre al vino, Bokassa ordinò 24.000 bottiglie di champagne Moët & Chandon e il suo whisky scozzese preferito, Chivas Regal, oltre a 10 000 articoli di argenteria.
Infine, per ricevere adeguatamente gli ospiti stranieri a Bangui, Bokassa ordinò l'acquisto di 60 nuove auto Mercedes-Benz. Dal momento che il paese era senza sbocco sul mare, i veicoli vennero inizialmente trasportati in un porto del Camerun e poi trasportati in aereo a Bangui al costo di 300 000 dollari statunitensi.
Quando tutto ciò che era stato progettato per la cerimonia di incoronazione fu acquistato e consegnato con successo a Bangui, l'importo totale, comprese sia le acquisizioni estere che i costi interni, raggiunse la cifra di circa 22 000 000 di dollari. Per l'economia di uno stato africano arretrato e impoverito come l'Impero Centrafricano, questo importo era estremamente elevato e pari a un quarto del budget annuale del paese. La maggior parte delle spese fu pagata dalla Francia, in cambio della promessa rottura con la Libia. "Qui tutto è stato finanziato dal governo francese. Chiediamo soldi ai francesi, li prendiamo e li sprechiamo". Tuttavia, l'Impero Centrafricano dovette comunque pagare una cifra significativa.

## Inviti

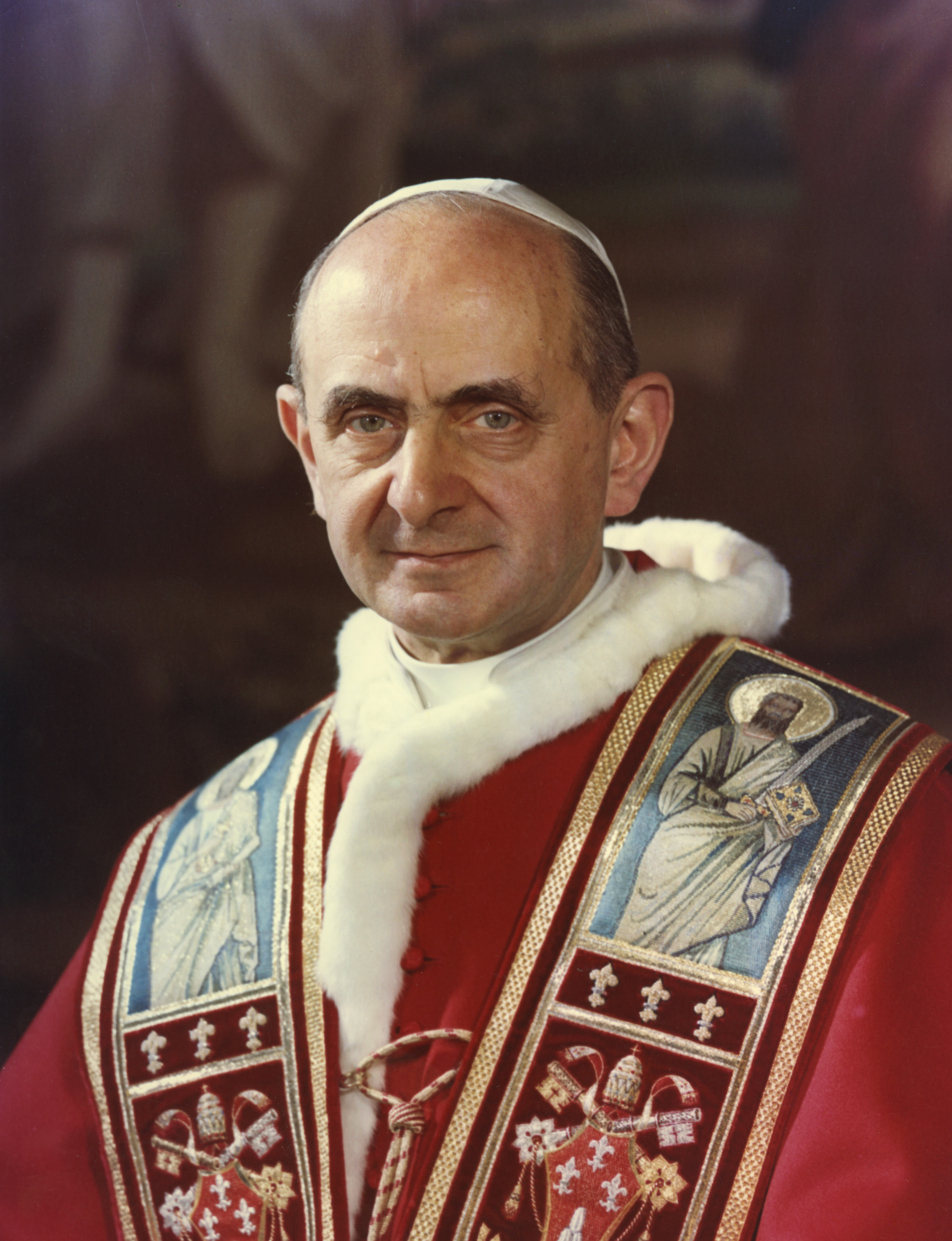
Papa Paolo VI nel 1969

Come concepito da Bokassa, la sua incoronazione doveva avvenire con la presenza di papa Paolo VI. Apparentemente intendeva prendere la corona dalle mani del pontefice e mettersela lui stesso sulla testa, come presumibilmente aveva fatto Napoleone con papa Pio VII durante la sua incoronazione. Per invitare il capo della Chiesa cattolica all'incoronazione, Bokassa si rivolse all'arcivescovo di Bangui, monsignor Joachim N'Dayen, e al pro-nunzio apostolico presso l'Impero Centrafricano, monsignor Oriano Quilici.
Resistendo a questa idea, nel giugno del 1977 Quilici spiegò a Bokassa che il pontefice era troppo anziano per un viaggio così lungo e non avrebbe potuto partecipare alla cerimonia. Il meglio che Quilici poteva offrire a Bokassa era di celebrare la messa dopo la cerimonia di incoronazione. Dopo aver ricevuto il consenso di Bokassa, Quilici contattò la Santa Sede e si assicurò affinché il papa fosse rappresentato dall'arcivescovo Domenico Enrici, che aveva recentemente rappresentato il pontefice durante l'intronizzazione del re Juan Carlos I di Spagna nel 1975.
La maggiore preoccupazione da parte di Bokassa venne causata dai rifiuti dei capi di Stato, compresi i monarchi, invitati a Bangui. Respinsero l'invito sia l'imperatore del Giappone Hirohito e lo shah di Persia Mohammad Reza Pahlavi, il primo della lista degli invitati compilato da Bokassa. Anche gli altri monarchi regnanti, uno per uno, espressero il desiderio di non partecipare alla cerimonia. Il primo ministro delle Mauritius Sir Seewoosagur Ramgoolam e il presidente della Mauritania Moktar Ould Daddah risposero all'invito inviando i loro coniugi a Bangui. Il principe Emanuele del Liechtenstein fu l'unico membro di una famiglia regnante a prendere parte alla cerimonia.

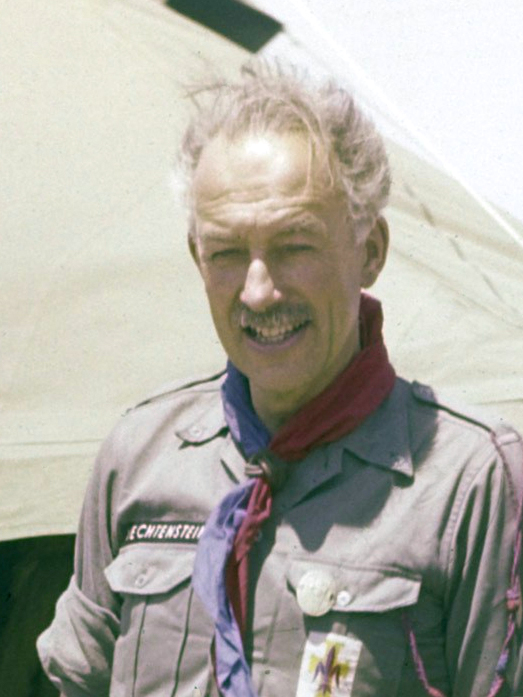
Emanuele del Liechtenstein

La maggior parte degli Stati erano rappresentati alla cerimonia di incoronazione dai propri ambasciatori e un certo numero di paesi boicottarono del tutto la cerimonia. Leader africani autoritari come Omar Bongo del Gabon, Mobutu Sese Seko dello Zaire e Idi Amin Dada dell'Uganda trovarono motivi per rifiutare di visitare l'Impero Centrafricano. Più tardi, in una delle sue interviste, Bokassa spiegò i loro rifiuti dicendo: "Erano gelosi di me perché avevo un impero e loro no".
Più inaspettata fu l'assenza del presidente francese. Si limitò a inviare in dono a Bokassa una spada dell'epoca napoleonica per conto del governo francese. Il capo di Stato francese era rappresentato a Bangui dal ministro della Cooperazione Robert Galley e dal consigliere presidenziale per gli affari africani René Journiac. Sostenendo Bokassa, Galley condannò gli alti funzionari che si rifiutarono di accettare un invito a Bangui, ma che erano disposti a prendere parte al giubileo d'argento della regina Elisabetta II del Regno Unito. "Sa di razzismo", concluse. Alla fine, dei 2500 invitati, solo 600 accettarono di venire, compresi 100 giornalisti. Nonostante la completa assenza di capi di Stato, a Bangui non mancarono diplomatici e uomini d'affari, anche europei.

## Cerimonia
Il 4 dicembre 1977 alle 07:00 West Africa Time, le limousine Mercedes-Benz stavano già trasportando gli ospiti in direzione del nuovo stadio di basket, dove avrebbe avuto luogo l'incoronazione. Sulla strada per lo stadio, le auto attraversarono le strade appena sistemate di Bangui e passarono davanti al Palazzo dello sport Jean-Bédel Bokassa, lungo l'Avenida Bokassa, non lontano dall'Università Jean-Bédel Bokassa. Per le 08:30, tutti gli ospiti e i partecipanti alla cerimonia, circa 4000 persone, erano al loro posto, e per le 09:00 era previsto l'arrivo dello stesso Bokassa. Per mantenere l'atmosfera appropriata, gli altoparlanti situati nello stadio riproducevano musica solenne ad alto volume.
La parte dello stadio dove avrebbe dovuto avvenire l'incoronazione, ai sensi del piano di Brice, era decorata con striscioni e arazzi dei colori nazionali, tende e tappeti rossi. Le basse piattaforme che ospitano i troni dell'imperatore e dell'imperatrice erano completamente rosse. Il trono dell'imperatrice era molto più modesto di quello dell'imperatore: era un seggiolone di velluto rosso con un baldacchino di velluto frangiato d'oro. Alla sua sinistra c'era un seggiolino per il principe ereditario. Lo stadio era attentamente presidiato dalle truppe francesi, inviate "a garantire la cerimonia".
Alle 09:00, il corteo di Bokassa era ancora in arrivo e la famosa orchestra della marina francese di 120 persone, presente allo stadio, iniziò a suonare una vecchia canzone Chevaliers de la table ronde, per distrarre gli ospiti. Dal momento che l'aria condizionata allo stadio non funzionava, la temperatura estremamente elevata – più di 35 °C – si fece sentire gradualmente, creando disagio ai presenti che erano vestiti con abiti da sera. Alcuni, per non sudare, si facevano aria con i programmi della cerimonia che erano stati distribuiti a ciascun ospite. Solo intorno alle 10:10, il corteo imperiale, che aveva percorso diversi chilometri di lunghezza dal Palazzo rinascimentale stesso, arrivò allo stadio. Lungo il percorso del corteo si verificò un cambiamento: incapaci di sopportare il calore nel viaggiare in una carrozza chiusa, Bokassa e l'imperatrice si trasferirono in una delle Mercedes dotate di aria condizionata e diverse centinaia di metri prima di raggiungere il punto finale del percorso si spostarono di nuovo in carrozza.
Alle 10:15 iniziò la cerimonia di incoronazione. I primi ad entrare nella sala furono due guardie in divisa militare di epoca napoleonica che portavano la bandiera nazionale e lo stendardo imperiale fino all'estremità del tappeto. Quindi stavano con le bandiere su entrambi i lati della piattaforma dove si trovavano i troni. Alle guardie, seguì il principe ereditario. Il ragazzo era vestito con un'uniforme bianca da parata militare con una treccia d'oro e un nastro sulla spalla e un berretto bianco in testa. Successivamente, l'imperatrice apparve nella sala. Sopra il suo vestito era fissato un mantello e una corona d'oro simile all'alloro gli adornava il capo. L'imperatrice era accompagnata da dame di compagnia in abiti da sera rosa e bianchi e cappelli a tesa larga, che sostenevano il lungo strascico del suo vestito fino a raggiungere il suo trono.
Prima che lo stesso Bokassa entrasse nella sala, l'orchestra navale tacque. Una voce dall'altoparlante annunciò al tamburo: "Sua Maestà Imperiale Bokassa I, l'Imperatore dell'Africa Centrale!" Accompagnato dai suoni di una marcia imperiale, l'imperatore apparve sul tappeto, vestito di una toga bianca con una cintura a cinque strisce dei colori della bandiera nazionale. Un ampio nastro era drappeggiato sulla spalla di Bokassa, guanti di pelle di antilope bianca coprivano le sue mani e la sua testa era decorata con una corona d'oro, realizzata in antico stile romano. Accompagnato dalla sua scorta, cameraman e fotografi, salì sulla piattaforma del suo trono, dopo di che le guardie gli consegnarono gli attributi del potere imperiale: una spada e uno scettro di due metri (lungo 6,6 piedi), che Bokassa prese nella mano destra. Quindi diverse coppie di guardie portarono al trono un lungo mantello di velluto e uno di loro lo fece indossare all'imperatore. Dopo questo, lo stesso Bokassa si mise la corona in testa. Il pubblico rispose con un applauso. Per completare la cerimonia, l'imperatore giurò pubblicamente al popolo centrafricano:
Quando Bokassa finì di parlare, il pubblico applaudì di nuovo e gli altoparlanti trasmisero La Renaissance, l'inno nazionale, in lingua sango. Al suo completamento, iniziò l'incoronazione dell'imperatrice Catherine. Indossando una veste, andò da suo marito e si inginocchiò davanti a lui, dopo di che le tolse dal capo la ghirlanda e le pose la corona. Questa scena, come hanno notarono i testimoni dell'incoronazione, aveva una notevole somiglianza con il momento catturato dal dipinto L'incoronazione di Napoleone di Jacques-Louis David. Inoltre, il ministro francese Robert Galley era vestito come il maresciallo dell'Impero Michel Ney durante l'incoronazione di Napoleone. La cerimonia di incoronazione si concluse con l'esibizione del coro giunto allo stadio.
Dopo l'incoronazione, l'imperatore, l'imperatrice con le dame di compagnia, il principe ereditario e il resto dei figli di Bokassa, presero parte alla messa nella cattedrale di Notre-Dame, a due chilometri dallo stadio. Lungo la strada, erano accompagnati da un'unità equestre di ussari. Mentre l'imperatore e l'imperatrice fecero il tragitto di nuovo in una carrozza chiusa, il principe ereditario fu separato da loro, in una carrozza aperta trainata da cavalli. Sulla strada per la cattedrale, il corteo imperiale passò sotto gli archi trionfali e gli stendardi con la lettera "B", apparsi a Bangui alla vigilia dei festeggiamenti. Lungo la strada la folla si fermava sui marciapiedi. Tuttavia, le loro azioni, secondo Brian Titley, non dimostravano "un evidente entusiasmo".
Nella cattedrale erano stati preparati in anticipo due troni per l'imperatore e l'imperatrice e un piccolo seggio per il principe ereditario, simile a quello dello stadio. Qualche posto in più era destinato agli ospiti di alto rango ma non c'erano abbastanza posti per tutti e molti dovettero rimanere in piedi. La messa in tre lingue - francese, latino e sango - venne celebrata dall'arcivescovo N'Dayen. Predicò con dignità, augurando all'imperatore il successo ma evitando eccessive espressioni di lode e adulazione.
Il nuovo Messale Romano promulgato da papa Paolo VI nel 1970 nell'ambito della riforma liturgica del rito romano che seguì il Concilio Vaticano II, non conteneva (e, fino ad oggi, le sue edizioni riviste non contengono) un rito dell'incoronazione. Pertanto, attualmente, il rito romano della Chiesa cattolica possiede un rito dell'incoronazione nella sua forma straordinaria tridentina il cui uso universale venne consentito da papa Benedetto XVI nel 2007. Tuttavia, la forma ordinaria postconciliare del rito romano non incluse un rituale per l'incoronazione dei monarchi. Non ne fu elaborato nemmeno uno ad hoc per l'incoronazione di Bokassa. Di conseguenza, la parte della cerimonia dell'incoronazione di Bokassa tenuta allo stadio, prima della messa che seguì alla cattedrale, non fu una cerimonia religiosa ma un rito laico, compreso il momento della sua vera e propria incoronazione. Quanto alla messa solenne che seguì nella cattedrale, quella parte religiosa dei festeggiamenti non consisteva in alcun rito speciale di incoronazione, ma era una messa regolare di ringraziamento, seguendo le normali rubriche di una messa solenne celebrata da un vescovo. Poiché non esisteva una vera e propria liturgia dell'incoronazione, Bokassa non ricevette l'unzione crismale durante la celebrazione.

### Cena
L'ultimo evento del 4 dicembre fu un banchetto serale al Palazzo rinascimentale ospitato da Bokassa per, a suo avviso, gli ospiti più importanti. Chi non era stato invitato al ricevimento si recò al bar dell'Hotel Rock, che era dotato di aria condizionata.
Al banchetto parteciparono in totale circa 400 persone. Poiché, verso sera, il caldo nella capitale si era progressivamente placato, l'evento si svolse all'aperto: i tavoli dove erano seduti gli ospiti erano collocati in un vasto e pittoresco giardino, decorato con fontane e sculture in osso, adiacente al Palazzo. Per motivi di sicurezza, il giardino era stato protetto da schermi in vetro antiproiettile. Alle 21:00, quando tutti gli ospiti si erano radunati, i camerieri iniziarono a servire il cibo, anche se Bokassa, come al solito, era in ritardo e apparve solo dopo un po'. A questo punto, aveva scambiato i vestiti e le insegne dell'incoronazione con un'uniforme da maresciallo con un berretto con una coccarda e piume di struzzo. Alle dita dell'imperatrice luccicava un anello di diamanti neri. L'imperatrice indossava una lunga haute couture, un abito da sera francese.
Al banchetto vennero serviti vari piatti. Per dessert, agli ospiti fu offerta un'enorme torta imperiale a sette strati, decorata con glassa verde. Quando la torta fu portata sui tavoli, la parte superiore venne rimossa e da essa uscirono una mezza dozzina di piccioni. I piatti sulle tavole corrispondevano al suo contenuto: la cena veniva servita su piatti d'oro e di porcellana, ordinati appositamente dal famoso maestro di Limoges Berardo. Quando gli ospiti ebbero mangiato abbastanza, Bokassa si sporse verso Robert Galley e sussurrò: "Non te ne sei accorto, ma hai mangiato carne umana". Non è noto se l'imperatore stesse dicendo la verità o meno, ma in seguito le sue parole divennero una delle ragioni per credere che Bokassa fosse un cannibale. Inoltre, si ritiene che la carne servita appartenesse a prigionieri detenuti in una prigione di Bangui.
Dopo cena, si svolse una pausa programmata di 35 minuti, durante la quale fu offerto un festoso spettacolo di fuochi d'artificio a Palazzo. I pirotecnici, erano stati portati da Parigi. A essi seguì uno spettacolo pop in cui diverse canzoni sono state eseguite da un gruppo di canti e balli di ex ragazze del bar di Saigon, nel Vietnam del Sud. Partecipò anche l'orchestra della Marina francese, che si era esibita allo stadio. Quando suonò il Valzer Imperiale, scritto in Francia proprio per l'incoronazione di Bokassa, l'imperatore e l'imperatrice invitarono gli ospiti sulla pista da ballo. La festa si è conclusa intorno alle 02:30.

### Sfilata
La mattina del 5 dicembre 1977 iniziò una solenne parata a Bangui per celebrare l'incoronazione di Bokassa. La sfilata si svolse in uno dei viali principali della capitale, dove era stata installata una speciale piattaforma di rassegna per l'imperatore e i suoi ospiti. Bokassa arrivò alle 10. Di nuovo, era in ritardo di un'ora. L'imperatore era vestito di nuovo con un'uniforme da maresciallo, e l'imperatrice era vestita con un abito da festa in giardino e un cappello a tesa larga, color porpora pallido.
La sfilata era la parte finale dei festeggiamenti che accompagnavano l'incoronazione. Inoltre, nel pomeriggio, a Bangui si svolsero una serie di eventi sportivi, anch'essi in concomitanza con l'incoronazione, il più grande dei quali è stato il torneo di basket della Coronation Cup, alla presenza dell'imperatore stesso. Più tardi quella sera si tennero diverse feste. A poco a poco, l'atmosfera festosa nella capitale svanì e gli ospiti iniziarono a tornare a casa, dopo di che Bangui tornò al solito modo di vivere.

### Valutazione

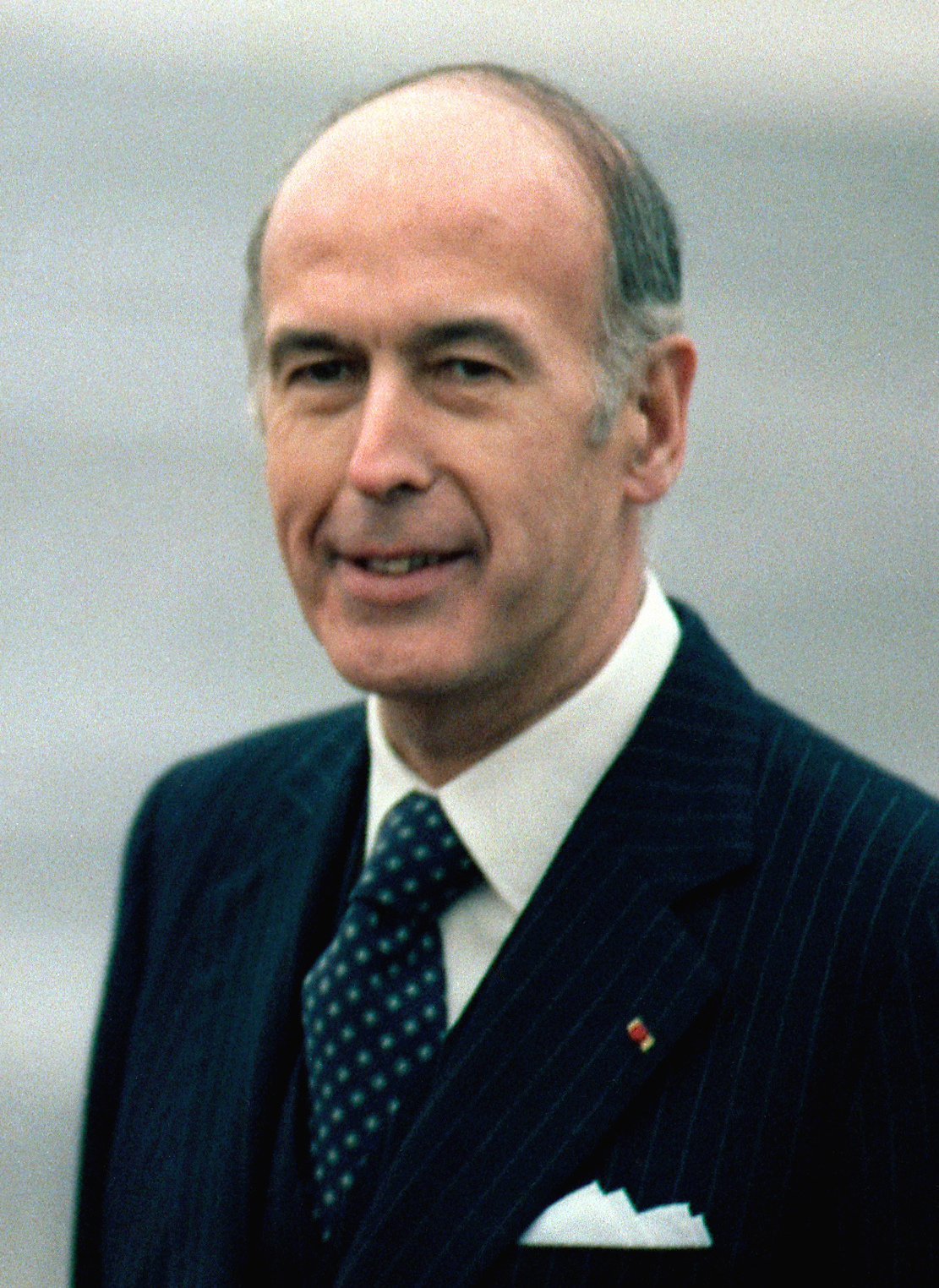
Valéry Giscard d'Estaing nel 1978.

L'incoronazione di Bokassa I provocò una reazione mista in tutto il mondo e portò a commenti principalmente negativi in Africa. Il giornale keniano Daily Nation la citò "gloria da clown" di Bokassa mentre lo zambiano Daily Mail deplorò i suoi "odiosi eccessi". La reazione in Europa fu generalmente sprezzante: i giornalisti francesi associarono l'incoronazione a una mascherata, ridicolizzando lo spreco e la vanità di Bokassa. Più ottimista la valutazione del presidente francese Valéry Giscard d'Estaing. Dopo aver visto la registrazione della cerimonia in tv, definì "bello" quanto stava accadendo e sottolineò la "certa dignità" di una tale incoronazione. Paragonò l'imperatrice Catherine alla moglie di Napoleone, l'imperatrice Giuseppina di Beauharnais, definendole entrambe "incarnazioni di modestia e fascino".
Nonostante il fatto che l'incoronazione e le celebrazioni che l'accompagnassero abbiano causato gravi danni al bilancio dello Stato, Bokassa non fu l'unico monarca contemporaneo che decise di organizzare un simile evento sontuoso: nel 1971, in occasione della celebrazione dei 2500 anni dell'Impero Persiano, lo scià Mohammad Reza Pahlavi dello Stato imperiale dell'Iran si proclamò successore di Ciro il Grande e spese circa 100 milioni di dollari (640 milioni di dollari oggi) per celebrare l'anniversario. Questa cifra supera di gran lunga quella spesa da Bokassa nel 1977.